# Ilja Leonard Pfeijffer
Ilja Leonard Pfeijffer (Rijswijk, 17 gennaio 1968) è un poeta e scrittore olandese.

## Biografia
Esordì nel 1998 con una raccolta intitolata Of the Square Man, contenente una cinquantina di poesie altamente individualistiche, che, nell'anno successivo, gli valse il premio di poesia C. Buddingh.
Oltre che poeta, Pfeijffer è stato per qualche tempo uno studioso di greco presso l'Università di Leiden. Scrisse una dissertazione sulla poesia di Pindaro e pubblicò una storia della letteratura classica per il grande pubblico. Riguardo alla sua stessa poesia ha opinioni esplicite, non solo nella sua poesia di apertura programmatica spesso citata Farewell Dinner, in cui respinge l'ermetico Hans Faverey e chiede "immagini al burro / e versi bulimici". Le polemiche poetiche di Pfeijffer non lasciano spazio a dubbi sul tipo di poesia che preferisce. Si sente simile a Lucebert e detesta i versi di carta degli ermetici introversi e dei sognatori dal cuore mite ("inciampare, rigido romantico, borbottare"), per lui la poesia dovrebbe avere vita, e preferibilmente, per usare le parole di Lucebert, "vita piena".

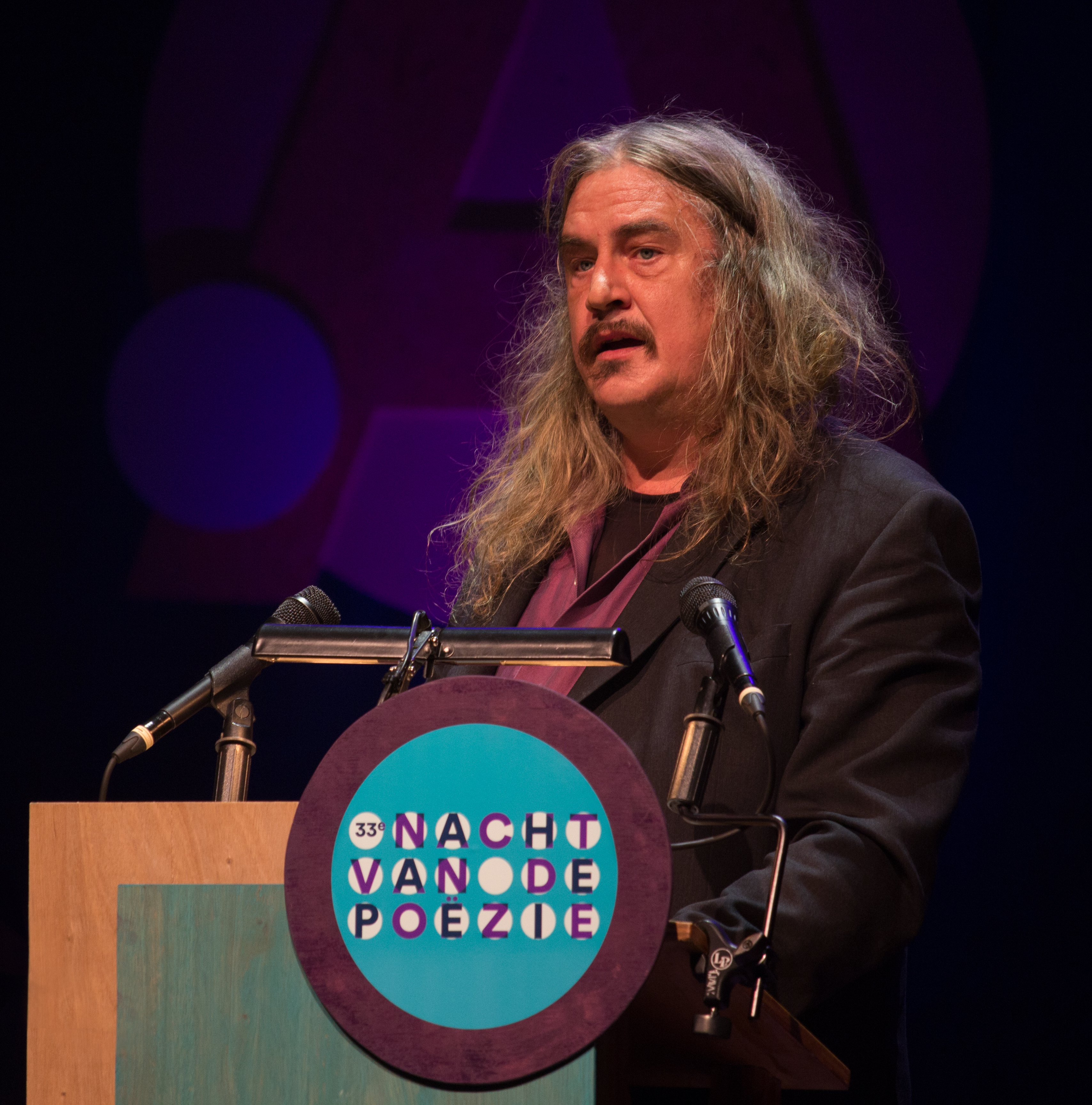
Pfeijffer alla Notte della poesia nel 2015

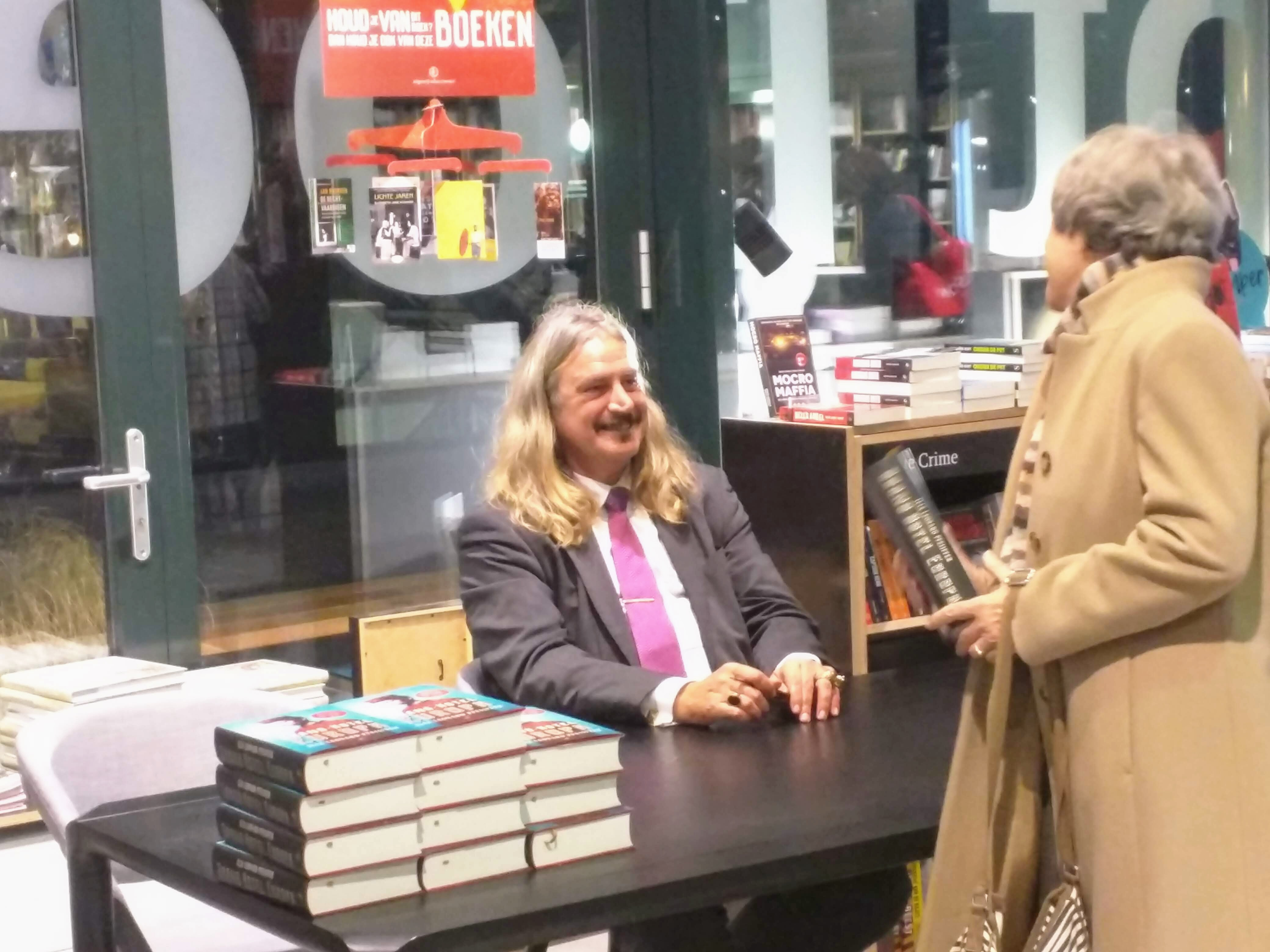
Pfeijffer firma copie di Grand Hotel Europa ad Eindhoven nel 2019

Pfeijffer, "spigolatore di congegni", non cita solo Pindaro ed Ezra Pound, Orazio e Lucebert, Sofocle, Derek Walcott, Herman Gorter, Hans Faverey, Martinus Nijhoff e Gerard Reve, ma anche personaggi dei fumetti. Scrive non solo del martire politico Ken Saro-Wiwa, ma anche di maglioni prodotti dalla C&A e della Fiat Croma, di codici a barre, birra in lattina, butt-tight e garamond corsivo a dieci punti. Al poeta non mancano né l'umorismo né l'autoironia, né del resto la serietà, come testimoniano le sue calde poesie d'amore: "e sebbene io cantassi e cedessi i miei lombi / e tu non mi bruciassi i sensi / sarei inutile bianco su bianco."
Dal 2008 risiede a Genova.

## Premi e riconoscimenti
- 1999: Premio C. Buddingh per Of the Square Man
- 2002: Premio Anton Wachter per Rupert
- 2003: Premio Gerard Walschap-Londerzeel per la letteratura per Rupert
- 2005: Premio Tzum per la migliore frase letteraria del 2004
- 2014: Premio Tzum per la migliore frase letteraria del 2013
- 2014: Premio Libris per La Superba
- 2015: De Inktaap per La Superba
- 2015: Premio Jan Campert per Idyllen
- 2015: Premio di poesia Awater per Idyllen
- 2015: Premio E. du Perron per Gelukszoekers e Idyllen e gli articoli pubblicati su NRC Next.
- 2015: Premio di poesia VSB per Idyllen
- 2015: Premio di poesia Awater per Idyllen
- 2016: Premio di poesia VSB per Idyllen
- 2016: Premio Proza dell'Accademia reale della lingua e letteratura olandese per La Superba
- 2017: Premio Toneelschrijf per De advocaat

## Opere

### Poesia
- Van de vierkante man, 1998
- Het glimpen van de Welkwiek, 2001
- Dolores. Elegieen, 2002
- In de naam van de hond. De grote gedichten, 2005
- De man van vele manieren. Verzamelde gedichten 1998–2008, 2008 (raccolta di poesie)
- Idyllen, 2015
- Giro Giro Tondo, een obsessie, 2015
- Van oorlog en liefde: een heldendicht, 2017 (Poëziegeschenk voor Bookstoreday)
- Sonnetten 2018, 2019
- Sonnetten 2019, 2020

### Prosa
- De antieken. Een literatuurgeschiedenis, 2000 (storia della letteratura)
- Rupert. Een bekentenis, 2002 (romanzo)
- Het geheim van het vermoorde geneuzel: een poëtica, 2003 (saggi)
- Het grote baggerboek, 2004 (romanzo)
- Het ware leven. Een roman, 2006
- De eeuw van mijn dochter (teatro), 2007
- Second Life. Verhalen en reportages uit een tweede leven, 2007 (saggio)
- De filosofie van de heuvel. Op de fiets naar Roma, 2009 (letteratura di viaggio, con fotografie di Gelya Bogyatishcheva)
- Harde feiten. Honderd romans, 2010 (narrativa breve)
- De Griekse myten, 2010 (compendio mitologico)
- Het ministerie van Specifieke Zaken, 2011 (bundeling politieke columns uit NRC Next)
- Hoe word ik een beroemd schrijver?, 2012
- La Superba, 2013 (romanzo)
- Gelukszoekers, 2015 (non-fiction), bekroond met de E. du Perronprijs
- Minister Kwist. Een reconstructie van de val van de minst bekende bewindspersoon van het eerste kabinet Rutte, 2015 (feuilleton dat eerder in wekelijkse afleveringen is verschenen in HP/De Tijd)
- Brieven uit Genua, 2016
- Peachez, een romance, 2017
- Flitsfictie. Ultrakorte romans, 2017 (in de reeks Literaire Juweeltjes)
- Grand Hotel Europa, 2018 (romanzo)
- Quarantaine. Dagboek in tijden van besmetting , 2020
- Monterosso mon amour, 2022 (boekenweekgeschenk)
- Alcibiade (Alkibiades, 2023), traduzione di Claudia Cozzi, Collana Scrittori n.197, Milano, Ponte alle Grazie, 2025, ISBN 979-12-558-2015-4.

### Palcoscenico
- De eeuw van mijn dochter, 2007
- Malpensa, 2008
- Aaamaaaaateeemiii!, 2009 (Houd van mij!)
- Blauwdruk voor een nog beter leven (2014), een bewerking van het stuk Design for Living van Noël Coward (1932)
- De Advocaat (2017)
- Achter het Huis (2017), bewerking van Het Achterhuis van Anne Frank
- Noem het maar liefde, 2019
- Peachez, 2019
- De Veelstemmige Man, 2020 (verzameld toneelwerk)
- De aanzegster', 2020, door Zuidpool